# Rathaus-Galerie Wuppertal
Die Rathaus-Galerie Wuppertal ist ein Einkaufszentrum im Stadtteil Elberfeld der bergischen Großstadt Wuppertal. Sie war bis zur Eröffnung der City-Arkaden im Oktober 2001 das größte Shopping-Center der Stadt.

## Beschreibung
In der Galerie befanden sich bei der Eröffnung fast 50 Einzelhändler, Märkte und Dienstleister. In den Ladenflächen fanden sich unter anderem ein Edeka-Markt, eine Tchibo-Filiale, ein Toys-“R”-Us-Geschäft sowie ein Apple mStore. Eine Thalia-Buchhandlung war bis 2012 vertreten. Außerdem betrieb der Westdeutsche Rundfunk dort sein WDR Studio Wuppertal. Außerhalb der Ladenflächen befinden sich in den oberen Etagen zahlreiche Dienstleistungsunternehmen, Arztpraxen und Rechtsanwälte. Seit  Herbst 2015 betreibt der Wuppertaler Sportverein seinen offiziellen Fanshop in der Rathaus Galerie. 
Das Gebäude wurde auf einem zuvor brachliegenden Gelände im Norden der Elberfelder Innenstadt nahe dem ehemaligen Rathaus errichtet. Fast 7000 m² Fläche wurden überbaut und 14.000 m² Einzelhandelsflächen geschaffen. Weitere 7600 m² stehen für Wohnungen und Büros zur Verfügung.
Zusätzlich zum Geschäftsbetrieb werden regelmäßig Produkt- und Kunstausstellungen, Verkäufer- und Sammlermärkte, Spendenaktionen und verkaufsoffene Sonntage durchgeführt.

## Geschichte
Am 29. September 1994 eröffnete die Galerie, die knapp 100 Millionen Deutsche Mark an Baukosten verursachte. Im Jahr 1996 wurde die vom Architekturbüro RKW Rhode Kellermann Wawrowsky geplante Galerie mit dem angesehenen European Shopping Center Award ausgezeichnet. Als Gründe dafür wurden der vielseitige Branchenmix, das gelungene Marketing sowie die innovative Architektur genannt – die Planung berücksichtige die Hanglage des Grundstücks und schaffte somit drei Einkaufsetagen, die allesamt ebenerdig erreichbar sind. In der Mitte der Galerie befindet sich neben einer Kreisbogentreppe und einem Aufzug eine große Glaskuppel.
Als "Kunst am Bau" wurden im Boden (meistens an den Eingängen) Metallplatten mit Wuppertaler Sehenswürdigkeiten eingelassen. Die Platten sind mit "HiLu" signiert. Die Künstler sind Hans-Jürgen Hiby und Kurt Luhn. 
Seit 2015 betreibt außerdem das E-Commerce-Projekt Online City Wuppertal ein Retail Lab in den Räumlichkeiten der Rathaus-Galerie.
Ende April 2017 wechselte die Immobilie von der Edinburgh House Gruppe, die den Komplex 2005 vom Wuppertaler Rathaus-Galerie-Gründer Bernd Matthes erworben hatte, an die Berlin ansässige Grundstücksgesellschaft „Caurus“.